# Nesse (Reiderland)
Nesse is een niet meer bestaande nederzetting. De plaats heeft gelegen in het middeleeuwse landschap Reiderland, ten noordoosten van de Punt van Reide. De restanten van Nesse liggen tegenwoordig in het havengebied van Emden, in het Duitse Oost-Friesland. Nesse wordt genoemd in een laat-15e-eeuwse lijst van kerspelen van het bisdom Münster. Nesse behoorde tot het decanaat (proostdij) Hatzum alias Nes.
Het dorp Nesse bleef nog lang bestaan na het ontstaan van de Dollard. Hoewel Nesse veel heeft geleden onder invloed van de Dollard, is het dorp niet verdronken en bleef het bestaan tot in de 19e eeuw. De Eems liep oorspronkelijk ten noorden om de plaats heen. Na het ontstaan van de Dollard heeft de Eems een nieuwe weg gevonden aan de zuidkant van het dorp, zodat Nesse een eiland werd: Nesserland. De stad Emden verloor daardoor zijn directe verbinding met de Eems. Emden heeft in 1616 -vanwege de schepen die de tolheffing bij Emden hierdoor konden omzeilen- nog geprobeerd de stroom van de Eems te beïnvloeden door het leggen van het Nesserlander Hoofd van Nesse naar het Reiderland, maar dat mocht niet baten: Door de stroming bleek dit een zeer kostbare oplossing. De astronomische bedragen die de stad hiervoor moest betalen wogen niet op tegen de baten, waarna het bouwwerk in 1631 werd opgegeven. 
Aan het eind van de 18e eeuw heeft men het eiland met een dijk aan het vasteland van Oost-Friesland verbonden, zodat het sindsdien een landtong vormde. Het eiland leed vooral onder de stormvloed van 1825. De kerk, die al lange tijd geen predikant meer had, werd hierna afgebroken. In 1834 stonden in Nesse nog zeven huizen, in 1855 was dit aantal gereduceerd tot drie.